# Bor (općina)
Bor (općina) (ćirilično: Општина Бор) je općina u Borskom okrugu na istoku Središnje Srbije. Središte općine je grad Bor.

## Zemljopis
Po podacima iz 2004. općina zauzima površinu od 856 km².

## Stanovništvo
Prema popisu stanovništva iz 2002. godine u općini živi 55.817 stanovnika, raspoređenih u jednom gradu i 13 sela  .

### Naselja
| - Brestovac - Bučje - Gornjane - Donja Bela Reka - Zlot - Krivelj - Luka | - Metovnica - Oštrelj - Slatina - Tanda - Topla - Šarbanovac |

### Etnički sastav
- Srbi - 39.989, 71,64%
- Vlasi - 10.064, 18,03%
- Romi - 1.259 	2,26%
- ostali

## Vanjske poveznice
- Službena stranica općine  Arhivirana inačica izvorne stranice od 16. lipnja 2013. (Wayback Machine)